# Brisbane International
A Brisbane International minden év januárjában megrendezett tenisztorna férfiak és nők számára Brisbane-ben, Ausztráliában.
A férfiak versenye az ATP World Tour 250 Series része, összdíjazása 486 000 amerikai dollár. A női verseny 2012-től Premier kategóriájú, összdíjazása 1 000 000 dollár. Mindkét nemnél 32 játékos játszhat az egyéni főtáblán.
A mérkőzéseket szabadtéri kemény borítású pályákon játsszák, a férfiak 1972, a nők 1997 óta. A helyszín 2009 óta Brisbane, korábban a férfiak Adelaide-ben, a nők Gold Coastban versenyeztek.

## Döntők

### Férfi egyes
| Év   | Győztes               | Ellenfél a döntőben   | Eredmény a döntőben |
| ---- | --------------------- | --------------------- | ------------------- |
| 2019 | Nisikori Kei          | Danyiil Medvegyev     | 6–4, 3–6, 6–2       |
| 2018 | Nick Kyrgios          | Ryan Harrison         | 6–4, 6–2            |
| 2017 | Grigor Dimitrov       | Nisikori Kei          | 6–2, 2–6, 6–3       |
| 2016 | Miloš Raonić          | Roger Federer         | 6–4, 6–4            |
| 2015 | Roger Federer         | Miloš Raonić          | 6–4, 6–7(2), 6–4    |
| 2014 | Lleyton Hewitt        | Roger Federer         | 6–1, 4–6, 6–3       |
| 2013 | Andy Murray           | Grigor Dimitrov       | 7–6(0), 6–4         |
| 2012 | Andy Murray           | Olekszandr Dolhopolov | 6–1, 6–3            |
| 2011 | Robin Söderling       | Andy Roddick          | 6–3, 7–5            |
| 2010 | Andy Roddick          | Radek Štěpánek        | 7–6(2), 7–6(7)      |
| 2009 | Radek Štěpánek        | Fernando Verdasco     | 3–6, 6–3, 6–4       |
| 2008 | Michaël Llodra        | Jarkko Nieminen       | 6–3, 6–4            |
| 2007 | Novak Đoković         | Chris Guccione        | 6–3, 6–7(6), 6–4    |
| 2006 | Florent Serra         | Xavier Malisse        | 6–3, 6–4            |
| 2005 | Joachim Johansson     | Taylor Dent           | 7–5, 6–3            |
| 2004 | Dominik Hrbatý        | Michaël Llodra        | 6–4, 6–0            |
| 2003 | Nyikolaj Davigyenko   | Kristof Vliegen       | 6–2, 7–6(3)         |
| 2002 | Tim Henman            | Mark Philippoussis    | 6–4, 6–7(6), 6–3    |
| 2001 | Tommy Haas            | Nicolás Massú         | 6–3, 6–1            |
| 2000 | Lleyton Hewitt        | Thomas Enqvist        | 3–6, 6–3, 6–2       |
| 1999 | Thomas Enqvist        | Lleyton Hewitt        | 4–6, 6–1, 6–2       |
| 1998 | Lleyton Hewitt        | Jason Stoltenberg     | 3–6, 6–3, 7–6(4)    |
| 1997 | Todd Woodbridge       | Scott Draper          | 6–2, 6–1            |
| 1996 | Jevgenyij Kafelnyikov | Byron Black           | 7–6(0), 3–6, 6–1    |
| 1995 | Jim Courier           | Arnaud Boetsch        | 6–2, 7–5            |
| 1994 | Jevgenyij Kafelnyikov | Alekszandr Volkov     | 6–4, 6–3            |
| 1993 | Nicklas Kulti         | Christian Bergström   | 3–6, 7–5, 6–4       |
| 1992 | Goran Ivanišević      | Christian Bergström   | 1–6, 7–6(5), 6–4    |
| 1991 | Nicklas Kulti         | Michael Stich         | 6–3, 1–6, 6–2       |
| 1990 | Thomas Muster         | Jimmy Arias           | 3–6, 6–2, 7–5       |
| 1989 | Mark Woodforde        | Patrik Kühnen         | 7–5, 1–6, 7–5       |
| 1988 | Mark Woodforde        | Wally Masur           | 6–2, 6–4            |
| 1987 | Wally Masur           | Bill Scanlon          | 6–4, 7–6            |
| 1986 | Nem rendezték meg.    | Nem rendezték meg.    | Nem rendezték meg.  |
| 1985 | Eddie Edwards         | Peter Doohan          | 6–2, 6–4            |
| 1984 | Peter Doohan          | Huub van Boeckel      | 1–6, 6–1, 6–4       |
| 1983 | Mike Bauer            | Miloslav Mečíř        | 3–6, 6–4, 6–1       |
| 1982 | Mike Bauer            | Chris Johnstone       | 4–6, 7–6, 6–2       |
| 1981 | Mark Edmondson        | Brad Drewett          | 7–5, 6–2            |
| 1980 | Nem rendezték meg.    | Nem rendezték meg.    | Nem rendezték meg.  |
| 1979 | Kim Warwick           | Bernard Mitton        | 7–5, 6–4            |
| 1978 | Nem rendezték meg.    | Nem rendezték meg.    | Nem rendezték meg.  |
| 1977 | Victor Amaya          | Brian Teacher         | 6–1, 6–4            |
| 1976 | Nem rendezték meg.    | Nem rendezték meg.    | Nem rendezték meg.  |
| 1975 | Nem rendezték meg.    | Nem rendezték meg.    | Nem rendezték meg.  |
| 1974 | Dick Stockton         | Geoff Masters         | 6–2, 6–3, 6–2       |
| 1973 | Nem rendezték meg.    | Nem rendezték meg.    | Nem rendezték meg.  |
| 1972 | Alex Metreveli        | Kim Warwick           | 6–3, 6–3, 7–6       |

### Női egyes
| Év   | Győztes            | Ellenfél a döntőben         | Eredmény a döntőben |
| ---- | ------------------ | --------------------------- | ------------------- |
| 2020 | Karolína Plíšková  | Madison Keys                | 6–4, 4–6, 7–5       |
| 2019 | Karolína Plíšková  | Leszja Curenko              | 4–6, 7–5, 6–2       |
| 2018 | Elina Szvitolina   | Aljakszandra Szasznovics    | 6–2, 6–1            |
| 2017 | Karolína Plíšková  | Alizé Cornet                | 6–0, 6–3            |
| 2016 | Viktorija Azaranka | Angelique Kerber            | 6–3, 6–1            |
| 2015 | Marija Sarapova    | Ana Ivanović                | 6–7(4), 6–3, 6–3    |
| 2014 | Serena Williams    | Viktorija Azaranka          | 6–4, 7–5            |
| 2013 | Serena Williams    | Anasztaszija Pavljucsenkova | 6–2, 6–1            |
| 2012 | Kaia Kanepi        | Daniela Hantuchová          | 6–2, 6–1            |
| 2011 | Petra Kvitová      | Andrea Petković             | 6–1, 6–3            |
| 2010 | Kim Clijsters      | Justine Henin               | 6–3, 4–6, 7–6(6)    |
| 2009 | Viktorija Azaranka | Marion Bartoli              | 6–3, 6–1            |
| 2008 | Li Na              | Viktorija Azaranka          | 4–6, 6–3, 6–4       |
| 2007 | Gyinara Szafina    | Martina Hingis              | 6–3, 3–6, 7–5       |
| 2006 | Lucie Šafářová     | Flavia Pennetta             | 6–3, 6–4            |
| 2005 | Patty Schnyder     | Samantha Stosur             | 1–6, 6–3, 7–5       |
| 2004 | Szugijama Ai       | Nagyja Petrova              | 1–6, 6–1, 6–4       |
| 2003 | Nathalie Dechy     | Marie-Gayanay Mikaelian     | 6–3, 3–6, 6–3       |
| 2002 | Venus Williams     | Justine Henin               | 7–5, 6–2            |
| 2001 | Justine Henin      | Silvia Farina Elia          | 7–6(5), 6–4         |
| 2000 | Silvija Talaja     | Conchita Martínez           | 6–1, 3–6, 6–0       |
| 1999 | Patty Schnyder     | Mary Pierce                 | 4–6, 7–6(5), 6–2    |
| 1998 | Szugijama Ai       | Maria Vento-Kabchi          | 7–5, 6–0            |
| 1997 | Jelena Lihovceva   | Szugijama Ai                | 3–6, 7–6(7), 6–3    |

### Férfi páros
| Év   | Győztesek                          | Ellenfelek a döntőben              | Eredmény a döntőben           |
| ---- | ---------------------------------- | ---------------------------------- | ----------------------------- |
| 2019 | Marcus Daniell Wesley Koolhof      | Rajeev Ram Joe Salisbury           | 6–4, 7–6(6)                   |
| 2018 | Henri Kontinen John Peers          | Leonardo Mayer Horacio Zeballos    | 3–6, 6–3, [10–2]              |
| 2017 | Thanasi Kokkinakis Jordan Thompson | Gilles Müller Sam Querrey          | 7–6(7), 6–4                   |
| 2016 | Henri Kontinen John Peers          | James Duckworth Chris Guccione     | 7–6(4), 6–1                   |
| 2015 | Jamie Murray John Peers            | Olekszandr Dolhopolov Nisikori Kei | 4–6, 6–1, [10–5]              |
| 2014 | Mariusz Fyrstenberg Daniel Nestor  | Juan Sebastián Cabal Robert Farah  | 6–7(4), 6–4, [10–7]           |
| 2013 | Marcelo Melo Tommy Robredo         | Eric Butorac Paul Hanley           | 4–6, 6–1, [10–5]              |
| 2012 | Makszim Mirni Daniel Nestor        | Jürgen Melzer Philipp Petzschner   | 6–1, 6–2                      |
| 2011 | Lukáš Dlouhý Paul Hanley           | Robert Lindstedt Horia Tecău       | 6–4 feladták                  |
| 2010 | Jérémy Chardy Marc Gicquel         | Lukáš Dlouhý Lijendar Pedzs        | 6–3, 7–6(5)                   |
| 2009 | Marc Gicquel Jo-Wilfried Tsonga    | Fernando Verdasco Mischa Zverev    | 6–4, 6–3                      |
| 2008 | Martín García Marcelo Melo         | Chris Guccione Robert Smeets       | 6–3, 3–6, [10–7]              |
| 2007 | Wesley Moodie Todd Perry           | Novak Đoković Radek Štěpánek       | 6–3, 4–6, [15–13]             |
| 2006 | Jonathan Erlich Andi Rám           | Paul Hanley Kevin Ullyett          | 7–6(4), 7–6(10)               |
| 2005 | Xavier Malisse Olivier Rochus      | Simon Aspelin Todd Perry           | 7–6(5), 6–4                   |
| 2004 | Bob Bryan Mike Bryan               | Arnaud Clément Michaël Llodra      | 7–5, 6–3                      |
| 2003 | Jeff Coetzee Chris Haggard         | Makszim Mirni Jeff Morrison        | 2–6, 6–4, 7–6(7)              |
| 2002 | Wayne Black Kevin Ullyett          | Bob Bryan Mike Bryan               | 7–5, 6–2                      |
| 2001 | David Macpherson Grant Stafford    | Wayne Arthurs Todd Woodbridge      | 6–7(5), 6–4, 6–4              |
| 2000 | Mark Woodforde Todd Woodbridge     | Lleyton Hewitt Sandon Stolle       | 6–4, 6–2                      |
| 1999 | Gustavo Kuerten Nicolás Lapentti   | Jim Courier Patrick Galbraith      | 6–4, 6–4                      |
| 1998 | Joshua Eagle Andrew Florent        | Ellis Ferreira Rick Leach          | 6–4, 6–7, 6–3                 |
| 1997 | Patrick Rafter Bryan Shelton       | Todd Woodbridge Mark Woodforde     | 6–4, 1–6, 6–3                 |
| 1996 | Todd Woodbridge Mark Woodforde     | Jonas Björkman Tommy Ho            | 7–5, 7–6                      |
| 1995 | Jim Courier Patrick Rafter         | Byron Black Grant Connell          | 7–6, 6–4                      |
| 1994 | Mark Kratzmann Andrew Kratzmann    | David Adams Byron Black            | 6–4, 6–3                      |
| 1993 | Todd Woodbridge Mark Woodforde     | John Fitzgerald Laurie Warder      | 6–4, 7–5                      |
| 1992 | Goran Ivanišević Marc Rosset       | Mark Kratzmann Jason Stoltenberg   | 7–6, 7–6                      |
| 1991 | Wayne Ferreira Stefan Kruger       | Paul Haarhuis Mark Koevermans      | 6–4, 4–6, 6–4                 |
| 1990 | Andrew Castle Nduka Odizor         | Alexander Mronz Michiel Schapers   | 7–6, 6–2                      |
| 1989 | Neil Broad Stefan Kruger           | Mark Kratzmann Glenn Layendecker   | 6–2, 7–6                      |
| 1988 | Darren Cahill Mark Kratzmann       | Carl Limberger Mark Woodforde      | 4–6, 6–2, 7–5                 |
| 1987 | Ivan Lendl Bill Scanlon            | Peter Doohan Laurie Warder         | 6–7, 6–3, 6–4                 |
| 1986 | Nem rendezték meg.                 | Nem rendezték meg.                 | Nem rendezték meg.            |
| 1985 | Mark Edmondson Kim Warwick         | Nelson Aerts Tomm Warneke          | 6–4, 6–4                      |
| 1984 | Broderick Dyke Wally Masur         | Peter Doohan Brian Levine          | 4–6, 7–5, 6–1                 |
| 1983 | Craig Miller Eric Sherbeck         | Broderick Dyke Rod Frawley         | 6–3, 4–6, 6–4                 |
| 1982 | Pat Cash Chris Johnstone           | Broderick Dyke Wayne Hampson       | 6–3, 6–7, 7–6                 |
| 1981 | Colin Dibley Chris Kachel          | Eddie Edwards Craig Edwards        | 6–3, 6–4                      |
| 1980 | Nem rendezték meg.                 | Nem rendezték meg.                 | Nem rendezték meg.            |
| 1979 | Colin Dibley John James            | John Alexander Phil Dent           | 6–7, 7–6, 6–4                 |
| 1978 | Nem rendezték meg.                 | Nem rendezték meg.                 | Nem rendezték meg.            |
| 1977 | Cliff Letcher Dick Stockton        | Syd Ball Kim Warwick               | 6–3, 6–4                      |
| 1976 | Nem rendezték meg.                 | Nem rendezték meg.                 | Nem rendezték meg.            |
| 1975 | Nem rendezték meg.                 | Nem rendezték meg.                 | Nem rendezték meg.            |
| 1974 | Grover Raz Reid Allan Stone        | Mike Estep Paul Kronk              | 7–6, 6–4                      |
| 1973 | Nem rendezték meg.                 | Nem rendezték meg.                 | Nem rendezték meg.            |
| 1972 | Nem rendeztek páros versenyt.      | Nem rendeztek páros versenyt.      | Nem rendeztek páros versenyt. |

### Női páros
| Év   | Győztesek                                     | Ellenfelek a döntőben                      | Eredmény a döntőben |
| ---- | --------------------------------------------- | ------------------------------------------ | ------------------- |
| 2020 | Hszie Su-vej Barbora Strýcová                 | Ashleigh Barty Kiki Bertens                | 3–6, 7–6(7), [10–8] |
| 2019 | Nicole Melichar Květa Peschke                 | Csan Hao-csing Latisha Chan                | 6–1, 6–1            |
| 2018 | Kiki Bertens Demi Schuurs                     | Andreja Klepač María José Martínez Sánchez | 7–5, 6–2            |
| 2017 | Bethanie Mattek-Sands Szánija Mirza           | Jekatyerina Makarova Jelena Vesznyina      | 6–2, 6–3            |
| 2016 | Martina Hingis Szánija Mirza                  | Angelique Kerber Andrea Petković           | 7–5, 6–1            |
| 2015 | Martina Hingis Sabine Lisicki                 | Caroline Garcia Katarina Srebotnik         | 4–6, 6–4, [10–4]    |
| 2014 | Alla Kudrjavceva Anastasia Rodionova          | Kristina Mladenovic Galina Voszkobojeva    | 6–3, 6–1            |
| 2013 | Bethanie Mattek-Sands Szánija Mirza           | Anna-Lena Grönefeld Květa Peschke          | 4–6, 6–4, [10–4]    |
| 2012 | Nuria Llagostera Vives Arantxa Parra Santonja | Raquel Kops-Jones Abigail Spears           | 7–6(2), 7–6(2)      |
| 2011 | Alisza Klejbanova Anasztaszija Pavljucsenkova | Klaudia Jans Alicja Rosolska               | 6–3, 7–5            |
| 2010 | Andrea Hlaváčková Lucie Hradecká              | Czink Melinda Arantxa Parra Santonja       | 2–6, 7–6(3), [10–4] |
| 2009 | Anna-Lena Grönefeld Vania King                | Klaudia Jans Alicja Rosolska               | 3–6, 7–5, [10–5]    |
| 2008 | Gyinara Szafina Szávay Ágnes                  | Jen Ce Cseng Csie                          | 6–1, 6–2            |
| 2007 | Gyinara Szafina Katarina Srebotnik            | Iveta Benešová Galina Voszkobojeva         | 6–3, 6–4            |
| 2006 | Gyinara Szafina Meghann Shaughnessy           | Cara Black Rennae Stubbs                   | 6–2, 6–3            |
| 2005 | Jelena Lihovceva Magdalena Maleeva            | Maria Elena Camerin Silvia Farina Elia     | 6–3, 5–7, 6–1       |
| 2004 | Szvetlana Kuznyecova Jelena Lihovceva         | Liezel Huber Magdalena Maleeva             | 6–3, 6–4            |
| 2003 | Szvetlana Kuznyecova Martina Navratilova      | Nathalie Dechy Émilie Loit                 | 6–4, 6–4            |
| 2002 | Justine Henin Meghann Shaughnessy             | Åsa Svensson Miriam Oremans                | 6–1, 7–6(6)         |
| 2001 | Giulia Casoni Janette Husárová                | Katie Schlukebir Meghann Shaughnessy       | 7–6(9), 7–5         |
| 2000 | Julie Halard-Decugis Anna Kurnyikova          | Sabine Appelmans Rita Grande               | 6–3, 6–0            |
| 1999 | Corina Morariu Larisa Neiland                 | Kristine Kunce Irina Spîrlea               | 6–3, 6–3            |
| 1998 | Jelena Lihovceva Szugijama Ai                 | Park Sung-hee Vang Si-ting                 | 1–6, 6–3, 6–4       |
| 1997 | Kidzsimuta Naoko Mijagi Nana                  | Ruxandra Dragomir Silvia Farina            | 7–6, 6–1            |